# Angelo Sodano

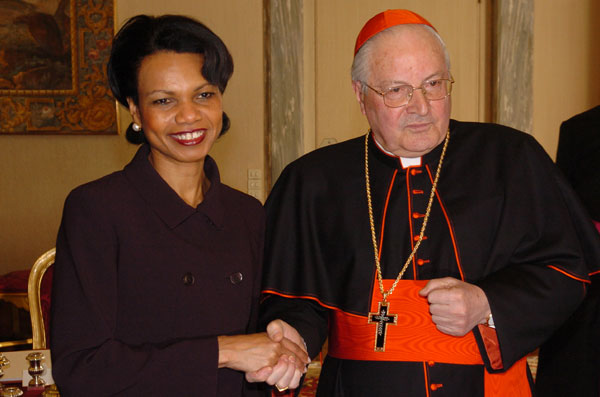
Cardinalul Sodano cu Condoleezza Rice

Stema episcopală a cardinalului Sodano

Angelo Sodano (n. 23 noiembrie 1927, Isola d'Asti, Piemont, Italia – d. 27 mai 2022, Roma, Italia) a fost secretarul de stat al Sfântului Scaun între 1991 și 2006. Din anul 2005 până în 2019 a fost decanul Colegiului Cardinalilor.

## Origini
Angelo Sodano s-a născut la 23 noiembrie 1927, în localitatea Isola d'Asti, situată în împrejurimile orașului Asti, în Piemont, în Italia. A fost al doilea din cei șase copii ai soților Giovanni și Delfina Sodano.

## Studiile
La terminarea studiilor de filosofie și de teologie a fost hirotonit preot la Asti de către Umberto Rossi, episcop de Asti. În 1959 a început studiile postuniversitare la Universitatea din Lateran, în specialitatea de drept canonic, precum și la Universitatea Gregoriana, în specialitatea dogmatică. După doctoratul în teologie și în drept canonic a intrat în serviciul diplomatic al Sfântului Scaun. În calitate de secretar de nunțiatură a lucrat în Ecuador, Uruguay și Chile. În anul 1968 a fost numit de papa Paul al VI-lea în Consiliul pentru Relațiile Internaționale al Curiei Romane.

## Arhiepiscop și nunțiu apostolic
La 30 noiembrie 1977 a fost numit arhiepiscop titular de Nuova Caesaris și nunțiu apostolic în Chile. Înainte de plecarea în Chile, a fost consacrat episcop de cardinalul Antonio Samorè în Biserica „San Secondo” din Asti. Ca nunțiu apostolic a jucat un rol important în timpul negocierilor diplomatice duse pentru încetarea conflictului legat de Canalul Beagle⁠(en)[traduceți], care opunea Chile și Argentina. Din anul 1881 aceste două țări se confruntau într-un conflict frontalier, în Țara de Foc. După mai mult de o sută de ani de confruntări, acest tratat, negociat mulțumită medierii lui Angelo Sodano, a fost ratificat de cele două țări, la 2 mai 1985.

## Secretar de Stat și cardinal
Angelo Sodano a fost numit prima dată secretar de stat de papa Ioan Paul al II-lea, iar apoi confirmat în funcție de papa Benedict al XVI-lea. A devenit prosecretar la 1 decembrie 1990 și secretar de stat odată cu consistoriul din 28 iunie 1991, în care a fost numit cardinal. În aprilie 2005 i-a succedat lui Joseph Ratzinger, devenit papa Benedict, în calitate de decan al Colegiului Cardinalilor. A fost prima persoană care a îndeplinit ambele funcții, cea de decan și cea de secretar de stat, după anul 1828.

## Însărcinări
- Membru al Congregației pentru Doctrina Credinței
- Membru al Congregației Bisericilor Orientale
- Membru al Congregației Episcopilor
- Membru al Comisiei Papale pentru Statul Vatican
- Membru al Comisiei Papale de Supraveghere a Institutului Operelor Religioase (Banca Vaticanului)

## Doctor honoris causa
- 2002 Papieski Wydział Teologiczny we Wrocławiu (Facultatea de Teologie din Wrocław, Polonia)
- 2003 Uniwersytet Kardynała Stefana Stefan Wyszyńskiego w Warszawie (Universitatea Cardinal Stefan Wyszyński, Varșovia, Polonia)